# 레늄
레늄(←영어: Rhenium 리니엄[*], 문화어: 레니움←독일어: Rhenium 레니움[*])은 화학 원소로 기호는 Re(←라틴어: Rhenium 레니움[*]), 원자 번호는 75이다. 은백색의 광택이 있는 무거운 금속으로, 주기율표의 7족에 속한다. 지각에는 약 1ppb의 농도로 포함되어 있는 것으로 추정되며, 지구에서 가장 희귀한 원소 중의 하나이다. 순수한 레늄은 모든 원소들 중에서 세 번째로 녹는점이 높고 끓는점은 가장 높다. 화학적으로는 망가니즈와 테크네튬과 비슷한 성질을 가진다. 몰리브데넘이나 구리 광석을 제련하는 과정에서 부산물로 얻을 수 있다. -1에서 +7까지의 산화수를 가질 수 있다. 1925년에 발견된 레늄은 안정한 원소들 중에서 가장 늦게 발견된 원소이기도 하다. 독일의 라인강(Rhine)에서 이름을 따왔다.
니켈과 레늄의 합금은 연소실, 터빈 날개, 제트 엔진의 배기 노즐 등에 사용된다. 레늄의 함량이 6% 정도 되는 합금은 제트 엔진을 만드는데 사용되거나 화학 공업에서 촉매로 사용된다. 레늄은 수요에 비해 양이 적어 가장 비싼 금속들 중 하나이다.

## 역사
레늄은 안정한 핵종들 중에서 가장 마지막으로 발견된 원소이다. 드미트리 멘델레예프는 자신의 주기율표에서 발견되지 않은 원소들을 예측하였는데, 이 중에는 레늄도 포함되어 있었다. 일반적으로 1925년 발터 노다크(Walter Noddack)와 이다 노다크(Ida Tacke) 부부, 오토 베르크(Otto Berg)가 공동으로 발견한 것을 최초의 발견으로 인정한다. 그들은 백금 광석과 컬럼바이트에서 레늄을 발견하였으며, 이후에 가돌리늄이나 몰리브데넘을 포함한 광물에도 들어있다는 것을 발견했다. 1928년에는 660kg의 몰리브데넘 광석을 정제하여 1g의 레늄을 얻기도 하였다.
한편, 그보다 이전인 1909년에 일본 화학자 오가와 마사타카(←일본어: 小川 正孝)는 43번 원소를 발견했다고 발표하고는 '일본(日本)'의 일본어식 발음인 '닛폰(←일본어: 日本)'에서 이름을 따 '닛포늄(nipponium)'이라는 이름을 붙이고 Np라는 기호를 사용하였다. 그러나 이는 인정받지 못했고, 이후 2004년 같은 일본 과학자의 분석 결과 레늄인 것으로 판정되었다. 현재 Np는 넵투늄의 기호로 사용되고 있다. 또한 "일본"의 또다른 일본어 발음인 '니혼(←일본어: 日本)'에서 따온 '니호늄(nihonium)'은 113번 원소의 이름으로 채택되었다.

## 특성
레늄은 은백색의 광택이 있는 금속으로 텅스텐과 탄소 다음으로 녹는점이 높은 원소이다. 끓는점은 원소들 중에서 가장 높으며 이리듐, 오스뮴, 백금 다음으로 밀도가 높다. 육방정계 구조의 결정 구조를 가지고 있다.
고온에 장시간 가열한 후 서서히 냉각시키면 연성이 매우 뛰어나며, 몰리브데넘과의 합금은 약 10K에서 초전도체의 성질을 나타낸다. 표준 상태에서는 진한 질산과 왕수를 제외한 산과 염기에 반응하지 않는다.
-3과 -1~+7까지의 산화 상태를 가질 수 있으며, 그 중 가장 흔하게 존재하는 산화 상태는 +2, +4, +6, +7이다.

## 동위 원소
레늄의 안정한 동위 원소는 185Re 하나이며, 자연에의 존재 비율은 37.4%이다. 자연에 62.6% 존재하는 187Re는 방사성 동위 원소로, 반감기가 4.35×1010년으로 길다. 187Re는 베타 붕괴하여 일정 비율이 오스뮴으로 바뀌므로 광석의 레늄-오스뮴 연대측정법에도 이용된다. 이외에 25종류의 방사성 동위 원소가 발견되었다.

## 존재
레늄은 지각에서 가장 희귀한 원소 중 하나로, 평균 1ppb 정도 농도로 포함되어 있다. 자료에 따라 0.5ppb가 존재하여 지각에서 77번째로 많이 존재한다고 말하기도 한다. 자연에서 순수한 형태로는 발견되는지의 여부는 확실하지 않으나 순수한 형태로는 발견되지 않을 것으로 추정된다. 몰리브데넘 광석에 약 0.2~1.8% 정도 함유되어 있으며 이는 레늄의 주요 공급원이다. 칠레, 미국, 페루, 러시아, 폴란드 등지에서 많이 생산된다.

## 용도
세계에서 생산된 레늄의 70% 정도는 니켈과의 합금 형태로 제트 엔진의 제조에 사용되며, 백금-레늄 촉매와 옥탄가를 높인 무연 휘발유 등에도 사용된다.
1962년 샘 라플라카와 벤저민 포스트가 ReB
2를 합성했으며, 이것은 다이아몬드와 같은 초경재료로서 쓰일 수 있을 것으로 추측된다. ReB
2는 원자가전자들의 밀도가 높고 짧은 공유결합이 많아서 경도가 크다.

## 주의사항
레늄과 그 화합물은 자연에 존재하는 양이 극히 적기 때문에 그 독성에 대한 정보는 거의 알려져 있지 않다. 할로젠화 레늄 등 일부 수용성의 레늄 화합물은 위험할 수 있지만 레늄 원자 때문인지 아니면 레늄과 결합한 원소에 의한 것인지는 불분명하다.